# Chienti
Le Chienti est une rivière de la région des Marches en Italie. Sa source se situe près de Serravalle di Chienti dans les montagnes Apennins Umbro-Marchesan dans la province de Macerata . 
Après Muccia, la rivière coule vers le nord-est à travers les montagnes, entre et sort d'un petit réservoir avant d'entrer dans le Lago di Pievefavera. Après avoir quitté le Lago di Pievefavera, la rivière continue de couler vers le nord-est avant d'être rejointe par le Fiastrone à Belforte del Chienti. Après Tolentino , le fleuve continue de couler vers le nord-est avant d'être rejoint par la Fiastra au sud de Macerata. La rivière coule vers l'est près de Corridonia et forme la frontière entre la province de Macerata et celle de Fermo avant de se jeter dans la mer Adriatique près de Civitanova Marche . 